# Jakob Valentin Sigristen

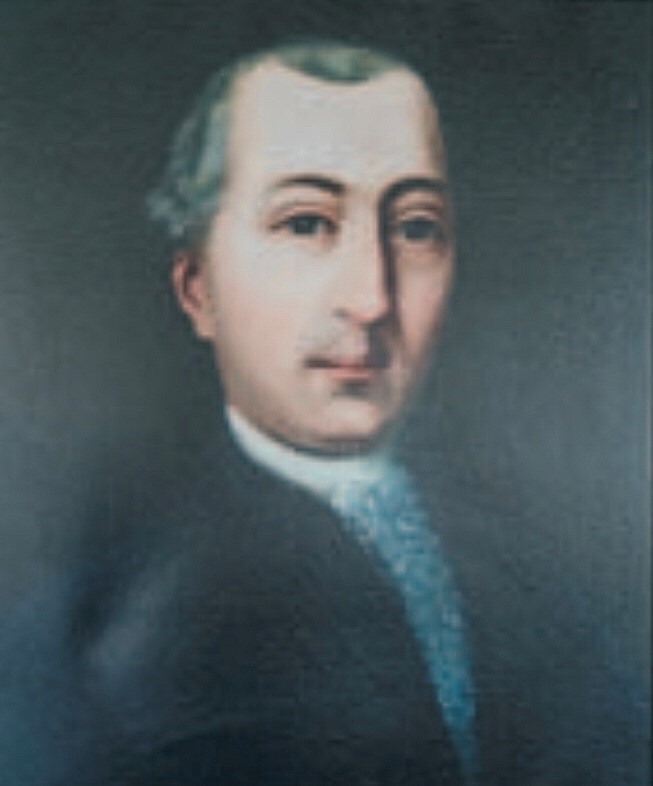
Porträt von Jakob Valentin Sigristen

Jakob Valentin Sigristen (* 26. Juli 1733 in Ernen; † 9. März 1808 in Sitten) war ein Schweizer Politiker und der letzte Landeshauptmann der Republik Wallis.

## Leben
Sigristen war 1752 Statthalter des Meiers von Goms und Abgeordneter am Walliser Landrat, 1753–1754, 1759–1760 und 1765–1766 Meier von Goms, 1767–1798 Bannerherr von Goms und Direktor des Eisenbergwerks Binn, 1771 Walliser Schatzmeister, 1774–1776 Landvogt von Saint-Maurice, 1780 Grosskastlan von Martigny, 1785 Landschreiber, 1790–1798 Landeshauptmann. Seine Regierungszeit war geprägt von den Unruhen in der Landvogtei Monthey 1790–1791, der Auflösung der Söldnerregimenter in Frankreich und der Besetzung der Savoy. Von den Aufständen der Oberwalliser 1798–1799 hielt er sich fern. 1798–1801 war er Mitglied des Helvetischen Direktoriums, 1802–1804 Grosskastlan von Goms, 1802–1805 Präsident des Landrats und ab 1804 Walliser Staatsrat.
Der Verein Heimatmuseum und Kulturpflege Ernen betreibt ein Museum im ehemaligen, 1581 erbauten Haus von Sigristen.
Sigristen heiratete 1754 Barbara Matter und 3 Jahre nach deren Tod Marie Josèphe Galley im Jahr 1781.